# Proteïna de fusió
Les proteïnes de fusió o proteïnes quimèriques son aquelles formades a partir de la traducció de dos o més gens prèviament independents que s'han unit o bé per algun procés natural o bé artificialment al laboratori. Cada un d'aquests gens hauria donat lloc, originalment, a una proteïna independent. Les proteïnes de fusió presenten propietats diferents a les de les proteïnes originals. Les obtingudes artificialment s'aconsegueixen utilitzant tecnologia d'ADN recombinant; és a dir, unint 2 o més fragments d'ADN prèviament independents, i s'utilitzen en diversos camps -per exemple en medicina, com a medicaments o amb finalitats d'investigació-. Les proteïnes de fusió naturals poden produir-se espontàniament en diferents circumstàncies, com ara en certs tipus de càncer com la leucèmia mieloide crònica.

## Exemples de proteïnes de fusió

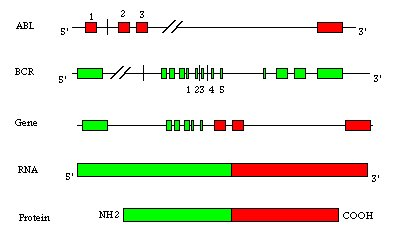
Fusió de dos gens (BCR-ABL) per codificar proteïna oncogèncica.

- Proteïna de fusió BCR/ACL de la leucèmia mieloide crònica. Es produeix de manera espontània en aquesta malaltia per la fusió del gen BCR del cromosoma 22 i el gen ABL del cromosoma 9.
- Abatacept.[2] És una proteïna de fusió que s'utilitza com a medicament en el tractament de l'artritis reumatoide. Està composta per una immunoglobulina fusionada a l'antigen citotòxic de limfòcit T CTLA-4.